# Ixorida solomonica
Ixorida solomonica är en skalbaggsart som beskrevs av Miksic 1972. Ixorida solomonica ingår i släktet Ixorida och familjen Cetoniidae.

## Underarter
Arten delas in i följande underarter:
- I. s. tulagiensis
- I. s. guadalcanalensis